# LG4转轮式榴弹发射器
LG4是一款由中華人民共和國湖南兵器轻武器研究所为满足外贸需求而自行研制和生產，并且由北方工业公司所銷售的轻型雙動操作6連發轉輪式肩射型榴彈發射器，主要發射40×46毫米口徑低速榴彈。
據官方所聲稱，LG4全系统具有重量较轻、精度较高、威力强大、结构紧凑、人机工效性良好、安全可靠、通用性强大、高性價比的优点，在国际武器市场上具有较强大的竞争力，目前亦已經完成批量出口。

## 歷史
在中国榴弹发射器之中，LG系列榴彈發射器主要是为了對外出口。自2006年，先后研制出LG1／LG2枪挂式榴弹发射器和LG3自动榴弹发射器。其中LG2和LG3自问世以来，很快就在国际市场上占据了一席之地，目前亦已经完成多次批量出口，并且在战场上使用。
然而，随着战争形态、作战样式以及目标特性的不断变化，特别是步兵分队遂行反恐、防暴等作战任务的日益增多，能够在城市街巷、山地丛林等可快速实施密集射击的榴弹发射器成为迫切之需：LG2为单兵武器，重量轻便却只能单发装填，沒有火力持续性不够；而LG3则是火力持续性强大的班组武器，却不能手持使用，机动性不强。
只有转轮式或半自动榴弹发射器，才可填補两者之间的空白。因此，湖南兵器轻武器研究所決定研制转轮式榴弹发射器以在该市場上佔有一席之位。
目前獲多国（包括美国）採用的南非米尔科姆MGL系列采用火葯燃气控制棘齿、卷簧驱动弹巢转动式机构，连可谓改為发射40毫米無彈殼榴彈的MGL的俄罗斯RG-6亦是參考了其而研发的。而2006年，中国兵器工业第208研究所曾研制出一款CS/LW1型转轮式防暴榴弹发射器（前称：38毫米转轮式警用防暴榴弹发射器），但采用的是非自动散彈槍常用的泵动式原理，藉由推拉前握把以驱动弹巢旋转供弹。
两种操作机构虽然有著毋庸置疑的可靠性，但在使用操作上却都各有缺憾。前者需使卷簧储存著足以让弹巢旋转一周的勢能，射击前必须手动预压发条簧，而且弹巢每旋转一次都会撞击棘齿，造成发射器的绕身管轴线翻转以及弹巢定位槽和棘齿变形；后者的前握把要射击时稳固、供弹时顺畅，因而令操作复杂，而紧握前握把的手臂承担着一部分发射器重量，推拉前握把并不轻松，还有採用泵动式意味著受动作幅度大、射频不高而失去了射速，这难以为习惯南非米尔科姆MGL操作的广大用户所接受。
面对国际上众多转轮式榴弹发射器已步入成熟的竞争态势，湖南兵器轻武器研究所充分调查、研究目前中国内外各种转轮式榴弹发射器以后，很快确定了突破口，并且研发出LG4，再创转轮式榴弹发射器转动机构先河。

## 设计细節
LG4开创性地采用火药燃气驱动、限位齿定位式转轮供弹机构，射击以前无需预压任何弹簧，射击途中亦无需推拉动作。装填弹药以后，扣压扳机即可击发弹药；弹头飞出槍管以后，燃气驱动弹巢快速旋转60°。只要扣压扳机就可进行下一个射击循环，真正实现了自动供弹，极大地提高了转轮式榴弹发射器的战斗射速、操作便捷性和安全性。
LG4还采用了牙嵌离合器式定位机构，通过限位齿上的三个梯形牙嵌入或抽出弹巢卡槽对弹巢进行定位或解脱。限位齿集成在自动机上，简单可靠地构建了自动机运动、弹巢运动、限位齿运动相互关联的体系，解决了转动机构动作过程中运动不平稳、冲击力不小、受力件寿命不长久的难题。

### 闭锁机构
LG4采用的闭锁机构为有别于传统、相对的较接近猎用散彈槍的中折式设计，其闭锁片还可绕后盖板中心偏转，闭膛与闭锁动作分步进行。打开膛室装满弹药后，使用者左手握住前握把，右手握住发射机握把向上旋转使后盖板闭合膛室，然后向左旋转使內置式击针的闭锁片扣合支撑框，开锁钮嵌入支撑框上对应槽中，完成闭锁。右手拇指将发射机转换柄拨至击发位置，食指扣压扳机即可发射弹药。开锁时，握住发射机握把的右手食指移离扳机压下开锁钮，向右旋转完成开锁，再向下旋转便打开膛室。
在开闭锁过程当中，使用者的双手均不需离开手握握把，人机功效优良、操作方便省力、动作迅速而流畅，而且安全性能非常突出，将使用不当造成损伤的机率降到最低。闭膛时击针不处于正对待发弹药底火的位置，如果击针意外卡锁亦不会随即引起击发的危险；而且卡锁的击针会阻止闭锁片旋转完成闭锁，起到了击针卡锁警报作用。倘若因紧张或疏忽而令闭锁不到位，即使扣动扳机，也会因击针尚未对准底火而不能击发，发挥出闭锁不到位保险功能。闭锁到位以后，扳机右侧上方的开锁按钮完全限制了闭锁片的运动。而在射击过程中，右手的食指忙于扣压扳机而无暇压下开锁钮引起开锁，又巧妙地设置了一道闭锁保险。
LG4的闭锁机构比南非MGL的横摆式闭锁机构或CS/LW1转轮式防暴榴弹发射器的中折式闭锁机构结构要新颖、安全性更高、操作更简捷。

### 其它结构

#### 联动式拋壳机构
除了转动机构为提高LG4战斗射速做出了巨大贡献，联动式拋壳机构也对于拋壳动作有重大協助。打开膛室以后，在后盖板的联动作用下，拋壳器会将弹巢内的空弹壳或剩余弹药预先抽出，只需要简单的倾倒即可将弹巢清空，这样使操作変得非常便捷。

#### 一体化式膛线
枪管和弹巢內的膛室所构成的一体化式膛線为LG4又一个鲜明的特点。通过一体化膛线的设计和加工，弹巢任一转膛内的膛线都能与身管膛线对接成一体，使发射器的内弹道性能几乎接近弹道发射器，射击精度较滑膛弹巢也有明显的提高。

#### 联动式击发机构
LG4的联动式击发机已经在LG1、LG2型枪挂式榴弹发射器以上成熟的应用，其最显著的优点是可以避免发射器携行或跌落时的意外发火。

#### 加强型支撑框
LG4的支撑框有著著很高的强度安全系数。即使整枝发射器从1.5米高处跌落在水泥表面以上，支撑框也不会有细微变形，对发射器的保护达到最大化。

### 瞄準具和皮卡汀尼导轨
LG4设置了全射程机械瞄具，分別是立式標尺及片狀準星，可进行概略瞄准，表尺可折叠以便于携行。虽然LG4自带的机械瞄具可满足基本瞄准要求，但标准配备的一款专用激光全息瞄准镜能极大地提高其精度。
枪管和支撑框均有标准MIL-STD-1913戰術導軌。任何瞄准镜都需要通过MIL-STD-1913戰術导轨安装在发射器支撑框上部。而因榴弹的弹道较弯曲，其专用激光全息瞄准镜设有拔插式射角装定机构。这样使使瞄准镜可倾斜设置，因此瞄准镜轴线与发射管轴线具有一定夹角。拔插式射角装定机构的装定射距以50米为刻度分划。打开瞄准镜以后，瞄准镜内便会显示一个可调節亮度的瞄准环。当插销插入对应射距的孔位后，以瞄准镜内瞄准环对准目标即可发射。射击时，使用者一只眼睛盯住瞄准镜内的瞄准环，另一只眼睛则可畅通无阻地从瞄准镜外观察目标。该瞄准镜智能化高，使用简单，大大提高了射手在400米全射程上的射击精度。
前握把位置藉由导轨调節，扩大了功能的扩展空间；加上采用了模块化设计，无需工具即可分解结合各组件，对于勤务维护非常有利。

### 弹药
LG4可以发射中国內外的各种40×46毫米系列低速榴彈，包括LG系列的杀伤弹、破甲杀伤弹、训练弹、催泪弹、标识弹等，可以直射和曲射。其中，杀伤弹杀伤威力大，最大可靠作用角达60。配用低速杀伤弹时，可用于杀伤暴露及隐蔽的有生目标。而破甲杀伤弹时，垂直穿深可达80毫米，可毁伤轻型装甲目标。两种弹药均比中国国外同类型弹药更先进，赋予了武器系统杀伤400米内集群有生目标、毁伤400米内的轻装甲目标等作战用途。配用弹葯改为催泪弹、爆震弹等非致命性彈藥时，则可用于控制和驱散聚众闹事的人群。

## 使用國
- 柬埔寨
- 奈及利亞
- 委內瑞拉

## 外部連結
- （英文）—Military, Security and Civilian Guns and Equipment—LG4 MGL （页面存档备份，存于）
- （英文）—Modern Firearms—NORINCO LG4 revolver grenade launcher （页面存档备份，存于）
- （简体中文）—湖南兵器轻武器研究所有限责任公司官方网站—LG4型40毫米转轮榴弹发射器
- （简体中文）—国产外贸单兵武器造型很时髦 （页面存档备份，存于）
- （简体中文）—军品志—2014年警用装备展实录(2):满脸的喷子与钢炮 （页面存档备份，存于）
- （繁體中文）—PChome 個人新聞台—中國槍榴彈（页面存档备份，存于）